# Extremo Sur

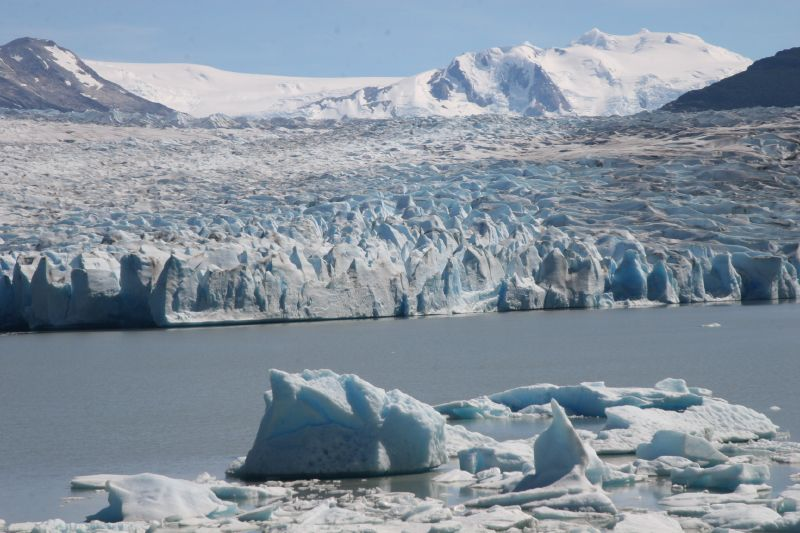
De Patagonische IJskap

De Extremo Sur of Zona Austral is een van de vijf traditionele geografische regio's van Chili.
De Extremo Sur ligt in het zuiden van Chili, ten zuiden van de 43e breedtegraad. Als grens met de noordelijker gelegen Zona Sur geldt traditioneel het Kanaal van Chacao, de zeestraat tussen het eiland Chiloé en het vasteland. De Extremo Sur omvat de bestuurlijke regio's Aysén, Magallanes en het zuidelijk deel van Los Lagos.
De Extremo Sur is ruig, koud en bergachtig. Het grootste deel van het landschap bestaat uit bergen, gletsjers, fjorden en eilanden, waaronder het Chileense deel van Vuurland en Kaap Hoorn. De Extremo Sur is de grootste van de vijf traditionele regio's maar de minst bevolkte, er wonen ongeveer een miljoen mensen. De voornaamste plaatsen in de Extremo Zur zijn Castro, Coyhaique, Puerto Aysén, Puerto Natales en Punta Arenas.
Pas halverwege de 19e eeuw verschenen de eerste Chileense nederzettingen in de Extremo Sur, en pas halverwege de 20e eeuw stond het gebied daadwerkelijk onder Chileense controle. Chili heeft meer dan eens een grensconflict gehad met Argentinië in de Extremo Sur. Een deel van de grens is nog steeds niet vastgelegd. De Extremo Sur heeft een groot strategisch belang voor Chili: het geeft het land toegang tot de Atlantische Oceaan en dient tevens als uitvalsbasis voor Chileens-Antarctica.
Norte Grande · Norte Chico · Zona Central · Zona Sur · Extremo Sur
Chileens-Antarctica · Insulair Chili